# Hockenheim
Hockenheim est une ville d'Allemagne, située dans le Land de Bade-Wurtemberg. Elle est célèbre pour avoir accueilli le Grand Prix d'Allemagne de Formule 1 sur son circuit.

## Géographie
Hockenheim (allemand: [ˈhɔkŋ̍haɪm] (écouter)) est une ville du nord-ouest du Bade-Wurtemberg, en Allemagne, à environ 20 km au sud de Mannheim et à 10 km à l’ouest de Walldorf. Il est situé dans la vallée du Rhin supérieur sur les routes thématiques touristiques « Route des asperges de Bade » (Badische Spargelstraße) et la Route commémorative Bertha Benz. La ville est largement connue pour son Hockenheimring, un circuit de course automobile, qui a accueilli plus de 30 courses de Grand Prix d’Allemagne de Formule 1 depuis 1970.
Hockenheim est l’une des six plus grandes villes du district de Rhin-Neckar-Kreis. depuis 1999, le nombre d’habitants a dépassé le seuil de 20 000, de sorte que la ville a reçu le statut de ville centrale régionale (Große Kreisstadt) en 2001. Elle est jumelée avec la ville française de Commercy, la ville allemande de Hohenstein-Ernstthal en Saxe et la ville américaine de Mooresville, en Caroline du Nord.
Hockenheim est situé dans la plaine du Rhin supérieur sur une ancienne route commerciale de Francfort-sur-le-Main à Bâle. Le Kraichbach traverse la ville, divisant la ville en une zone orientale plus grande et une plus petite zone occidentale et se jetant dans le Rhin non loin au nord de Hockenheim près de Ketsch.
La zone municipale est divisée en deux grandes zones naturelles. La Rheinaue à l’ouest et la terrasse inférieure à l’est, dont certaines sont plusieurs mètres plus haut. Le Hockenheimer Rheinbogen englobe les quartiers de Ketsch, Hockenheim et Altlußheim. 30 sous-zones totalisant 656 hectares sont protégées. Ils sont complétés par une zone environ trois fois plus grande, qui est désignée comme zone paysagère protégée. Le méandre du Rhin offre des zones humides secondaires biologiquement diversifiées qui servent de refuge à des espèces végétales et animales menacées. C’est aussi une aire de repos et d’alimentation d’importance internationale pour les espèces d’oiseaux hivernants. [3]
Le territoire communal s’étend sur 3 484 hectares. Sur ce total, 28,2 % sont des zones de peuplement et de transport, 47,5 % sont utilisées pour l’agriculture, 2,3 % pour l’eau et 21,1 % sont boisées. [4]

## Sport
La ville est internationalement renommée pour son circuit auto et moto, long de 4,574 km. Auparavant, le circuit mesurait 6,8 km.

## Jumelages
- Commercy (France) depuis le 18 avril 1970
- Hohenstein-Ernstthal (Allemagne) depuis 1990
- Mooresville (États-Unis) depuis 2002

Un musée de la culture du tabac a été fondé en 1984 en tant que premier du genre dans le Bade-Wurtemberg. Le musée du sport automobile a ouvert ses portes près du Hockenheimring en 1986 et présente plus de 200 modèles de motos et de moteurs historiques. Le « Gartenschaupark » a été créé en 1991 pour accueillir le Salon national de l’horticulture et est, avec une superficie de 16 ha, le plus grand parc d’Hockenheim.
Le point de repère d’Hockenheim est le château d’eau, construit en 1910 dans l’Art Nouveau. D’autres bâtiments d’importance historique comprennent l’église protestante de la ville, un bâtiment néo-baroque de 1906 de l’architecte Hermann Behaghel, et l’église catholique (1910), réalisée en Art nouveau avec une haute tour, par Johannes Schroth. L’ancienne église catholique, avec une salle classique (1817) et une tour de chœur gothique tardif (1490), sert aujourd’hui de centre communautaire.